# Ciudad metropolitana de Catania
La ciudad metropolitana de Catania (en italiano, città metropolitana di Catania) es un ente local italiano de la región de Sicilia, en la Italia insular. Su capital es la ciudad de Catania.
Desde el 4 de agosto de 2015 ha reemplazado a la provincia de Catania.
Tiene un área de 3573,68 km² y una población total de 1.115.535 hab. (2016). Hay 58 municipios en la ciudad metropolitana.
Las ciudades de Catania, Caltagirone y Militello in Val di Catania, Val di Noto y el Etna han sido declarados Patrimonio de la Humanidad de la Unesco. En la localidad de Sant'Alfio se ubica el legendario Castaño de los cien caballos,

## Municipios metropolitanos
Hay 58 municipios la ciudad metropolitana:
| - Aci Bonaccorsi - Aci Castello - Aci Catena - Aci Sant'Antonio - Acireale - Adrano - Belpasso - Biancavilla - Bronte - Calatabiano - Caltagirone - Camporotondo Etneo - Castel di Iudica - Castiglione di Sicilia - Catania - Fiumefreddo di Sicilia - Giarre - Grammichele - Gravina di Catania - Licodia Eubea | - Linguaglossa - Maletto - Maniace - Mascali - Mascalucia - Mazzarrone - Militello in Val di Catania - Milo - Mineo - Mirabella Imbaccari - Misterbianco - Motta Sant'Anastasia - Nicolosi - Palagonia - Paternò - Pedara - Piedimonte Etneo - Raddusa - Ragalna - Ramacca | - Randazzo - Riposto - San Cono - San Giovanni la Punta - San Gregorio di Catania - San Michele di Ganzaria - San Pietro Clarenza - Sant'Agata li Battiati - Sant'Alfio - Santa Maria di Licodia - Santa Venerina - Scordia - Trecastagni - Tremestieri Etneo - Valverde - Viagrande - Vizzini - Zafferana Etnea |

## Galería

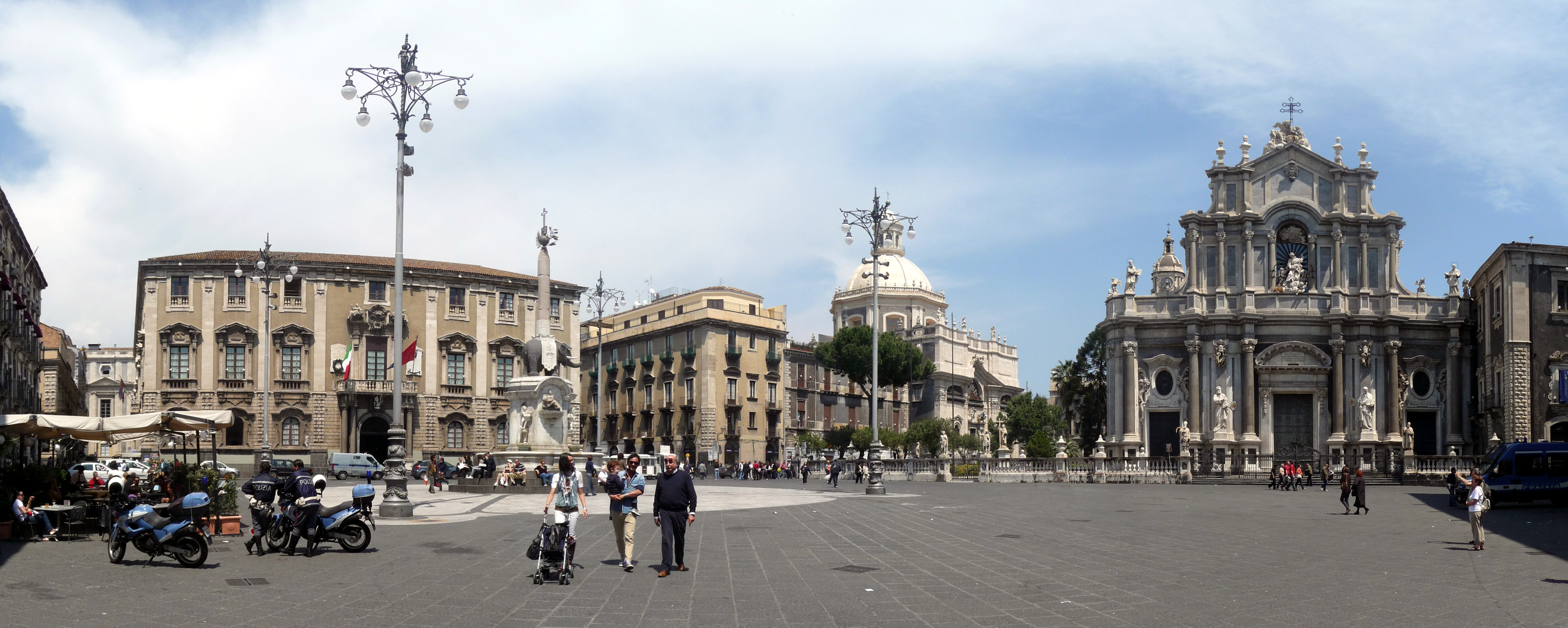
Piazza del Duomo, Catania
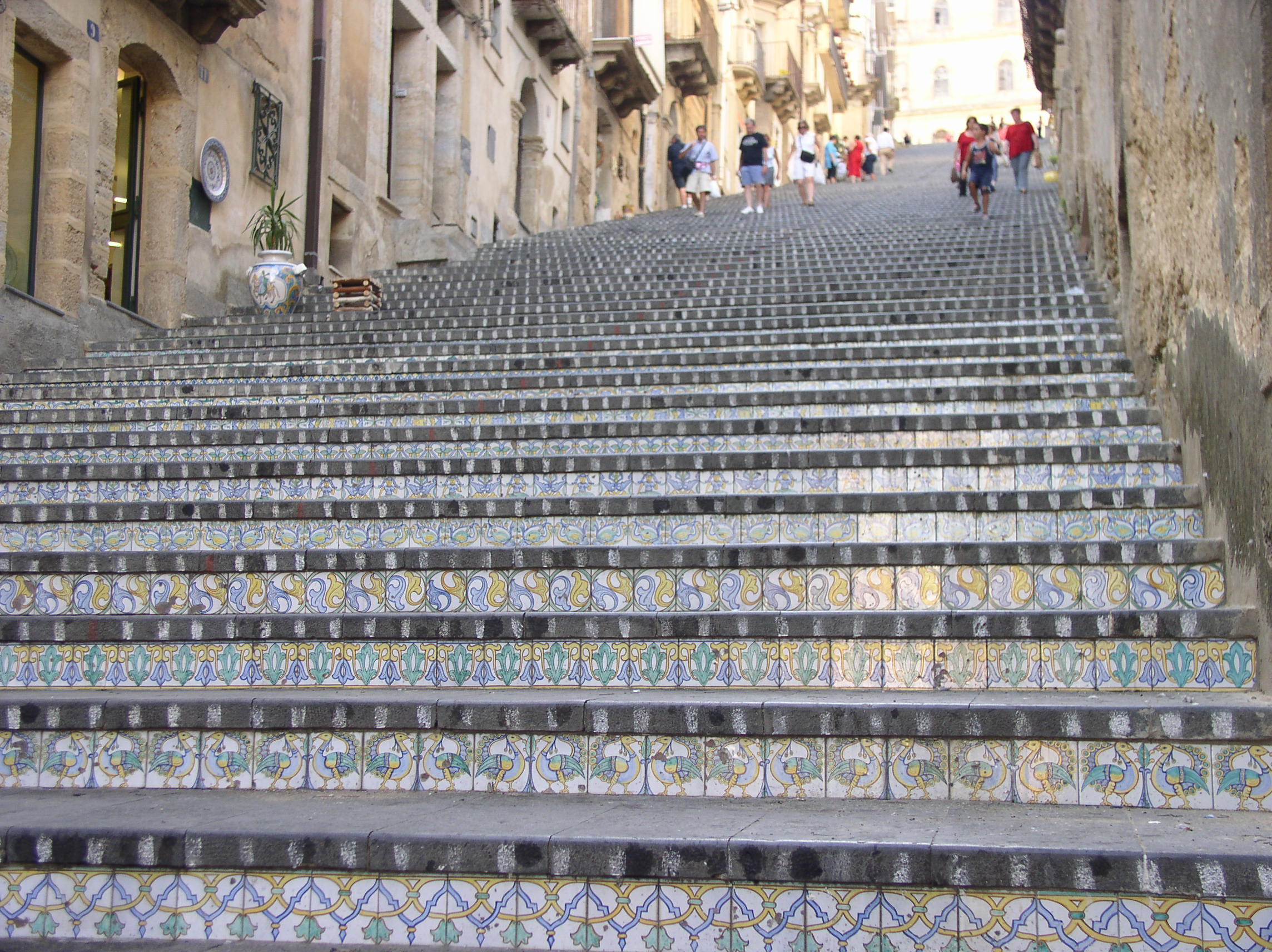
Escalinata de Santa María del Monte, Caltagirone.
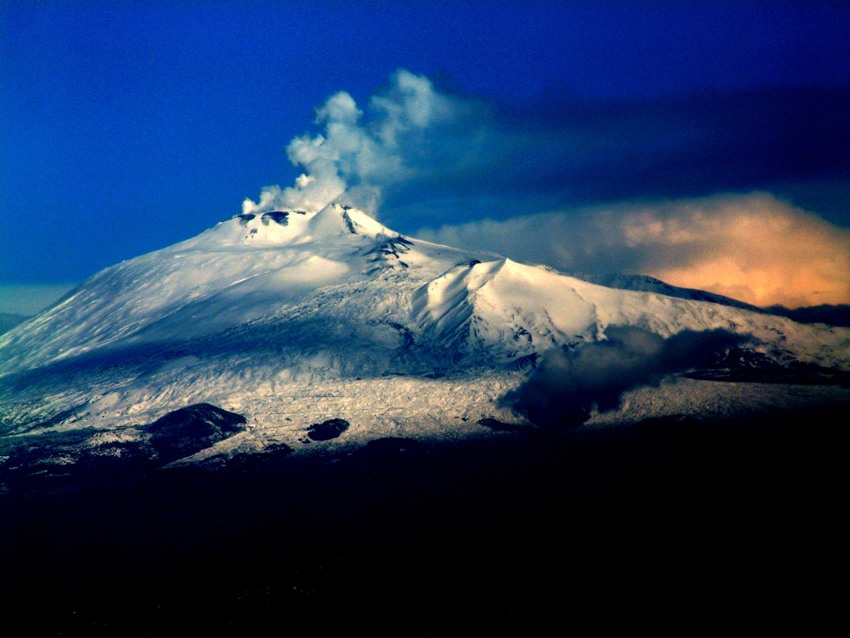
El volcán Etna
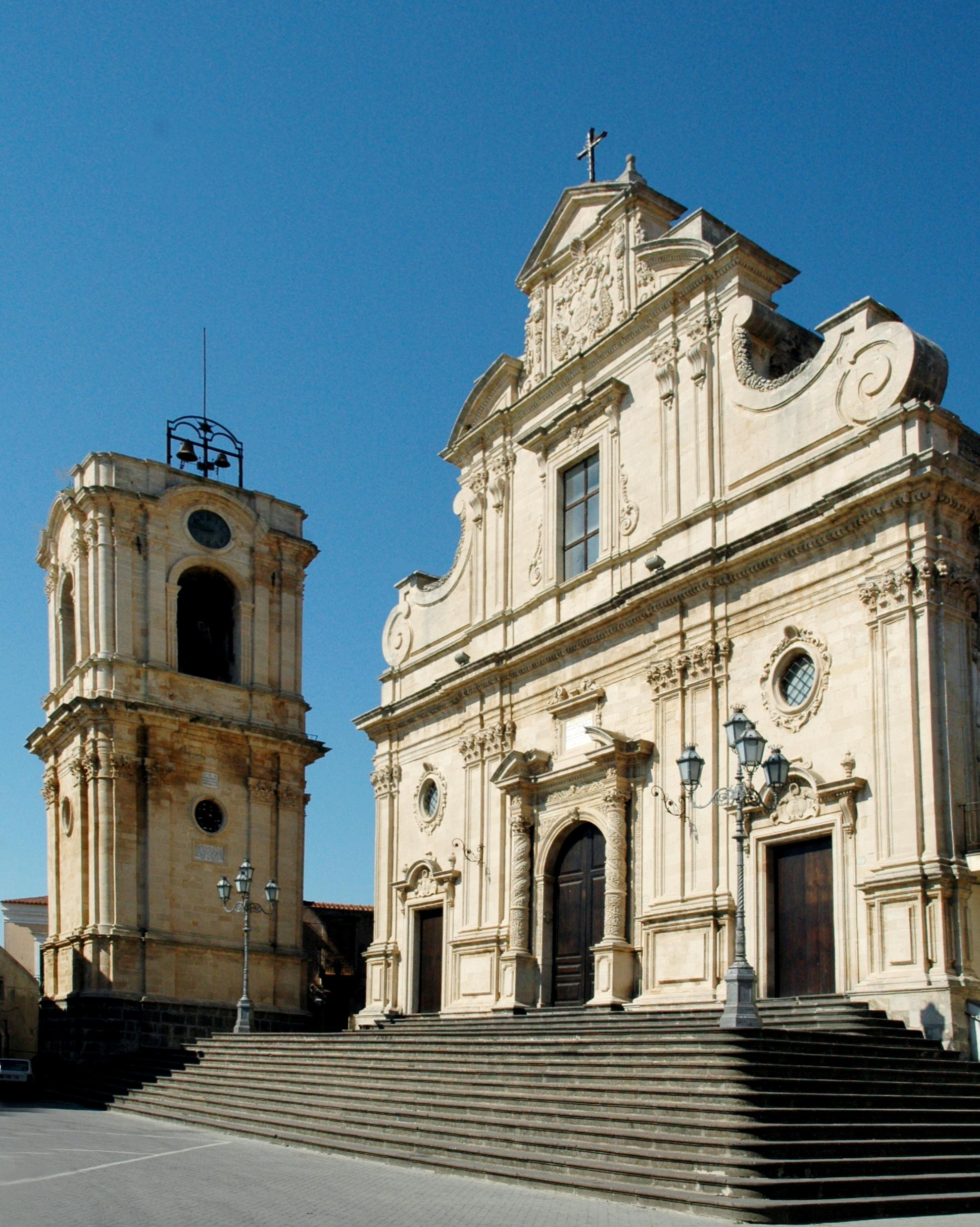
Santuario de Santa Maria della Stella, Militello in Val di Catania
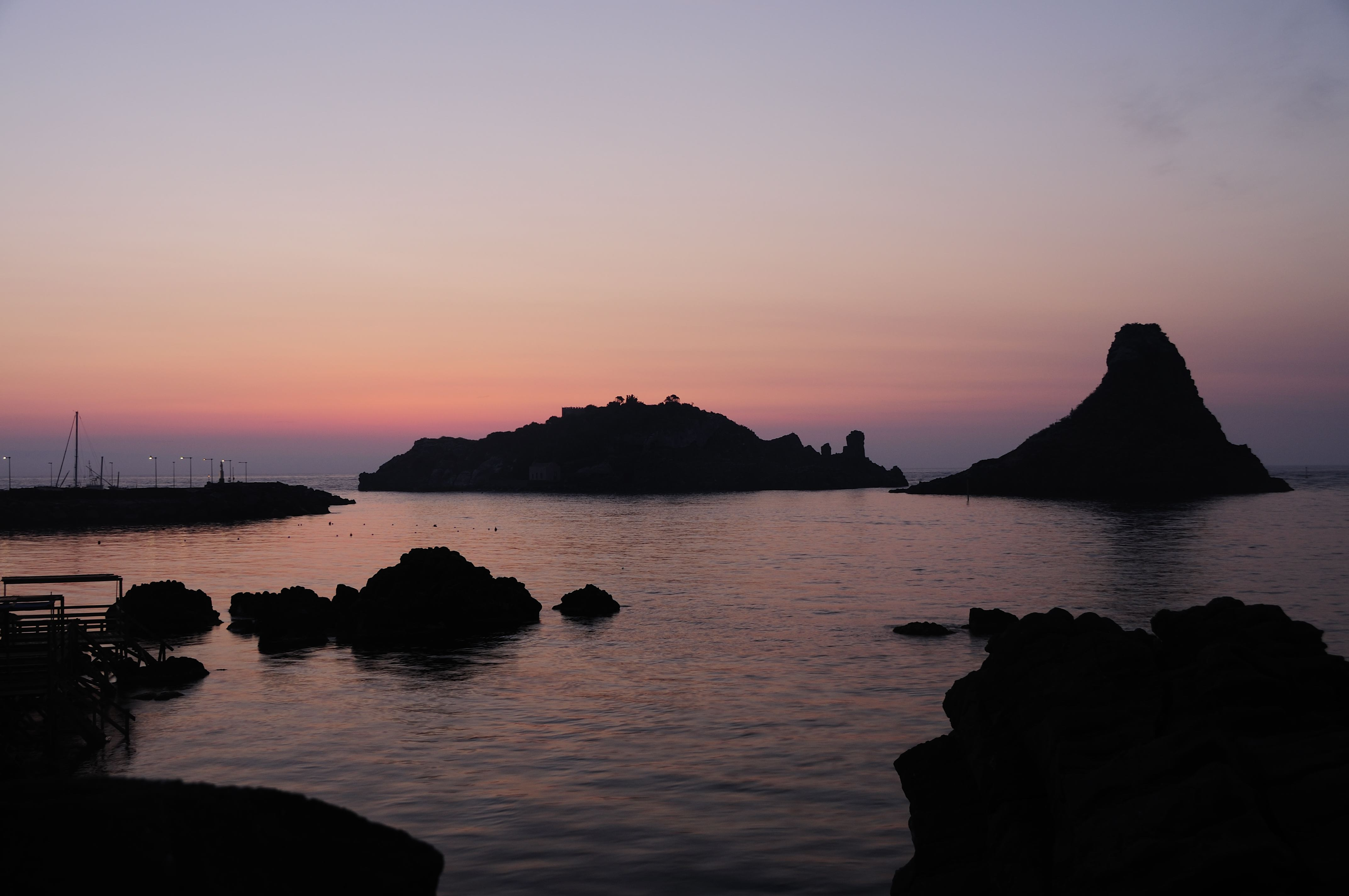
Islas Cíclope
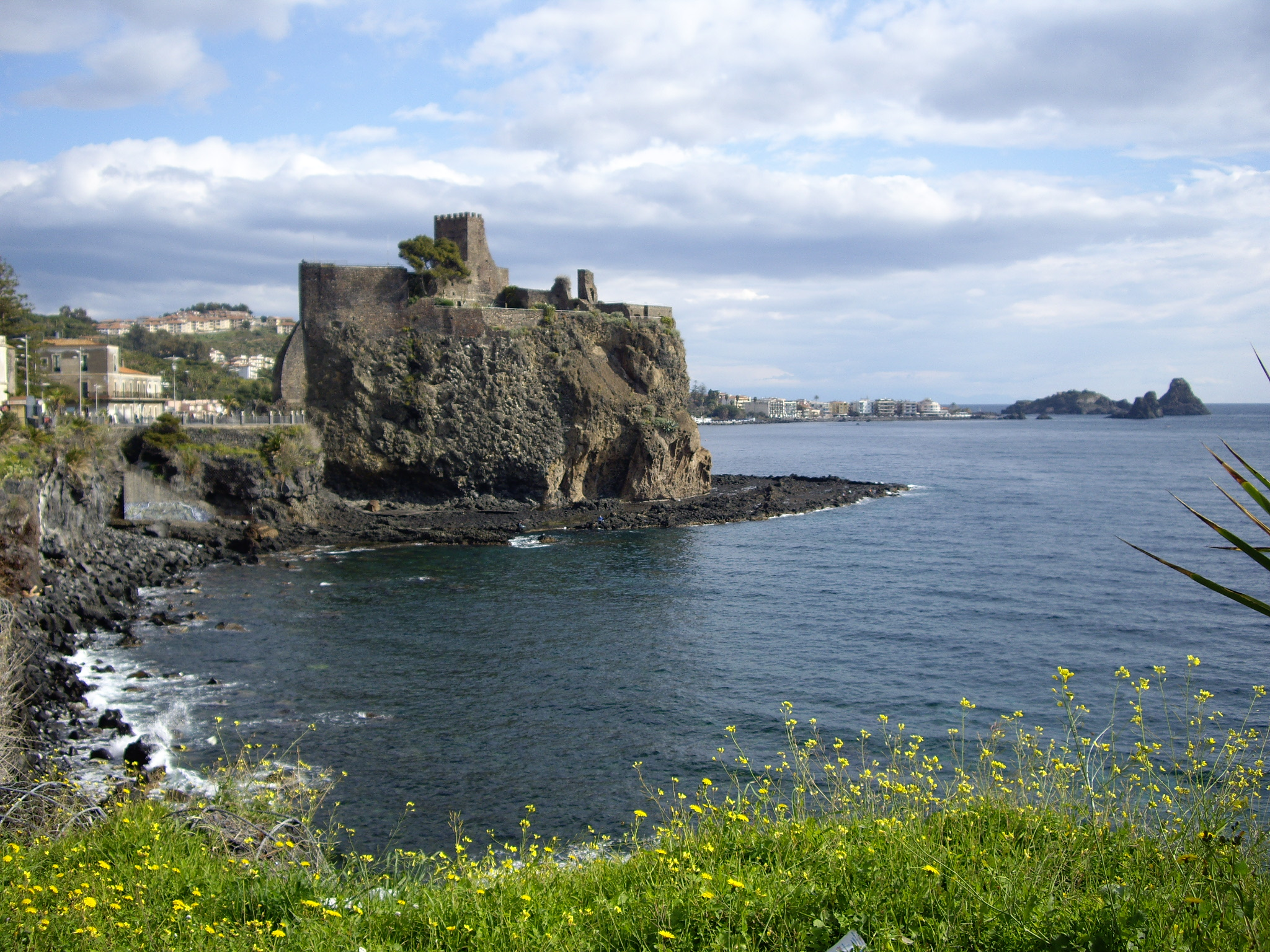
Castillo normando, Aci Castello
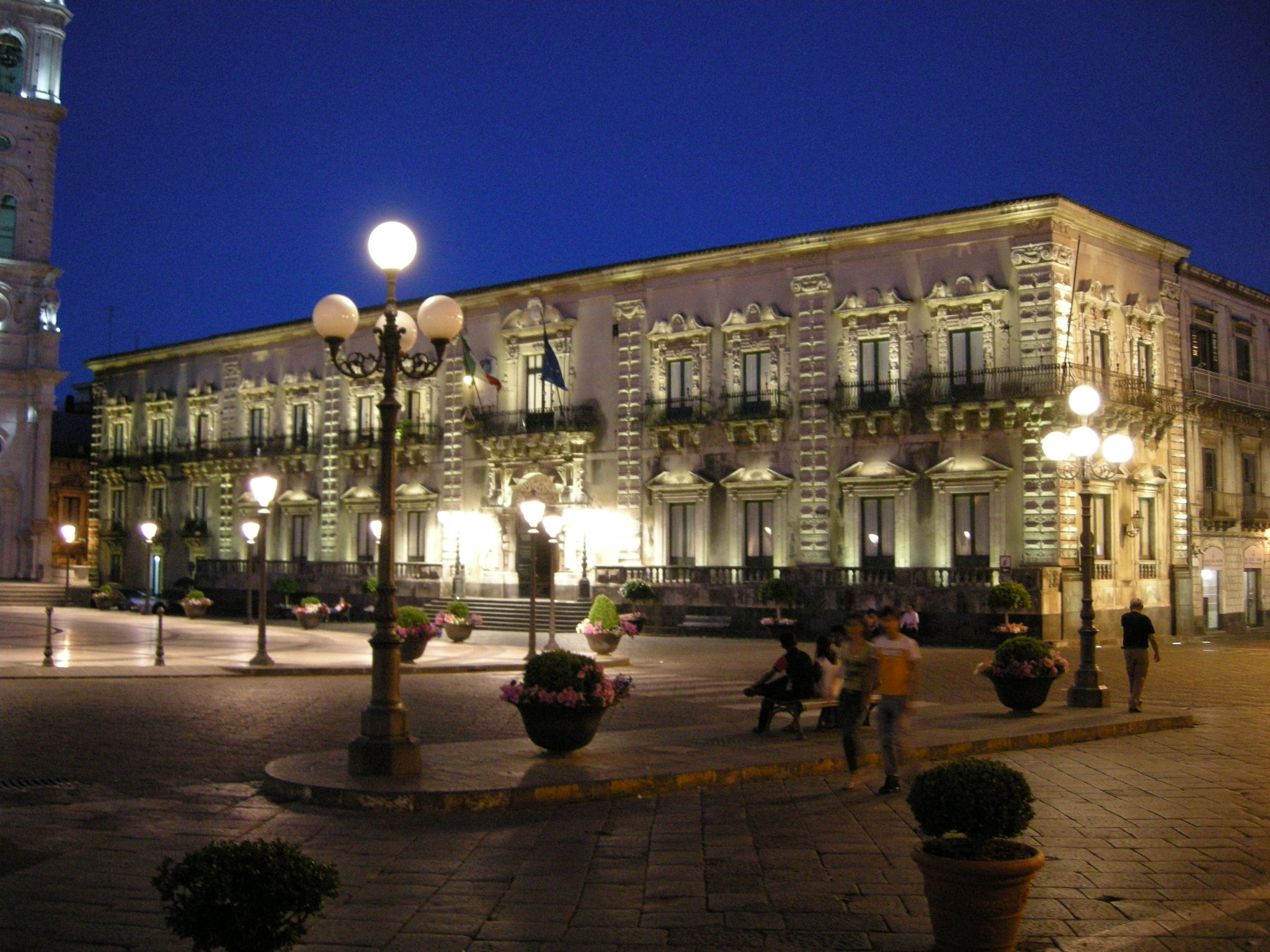
Palazzo Municipale, Acireale
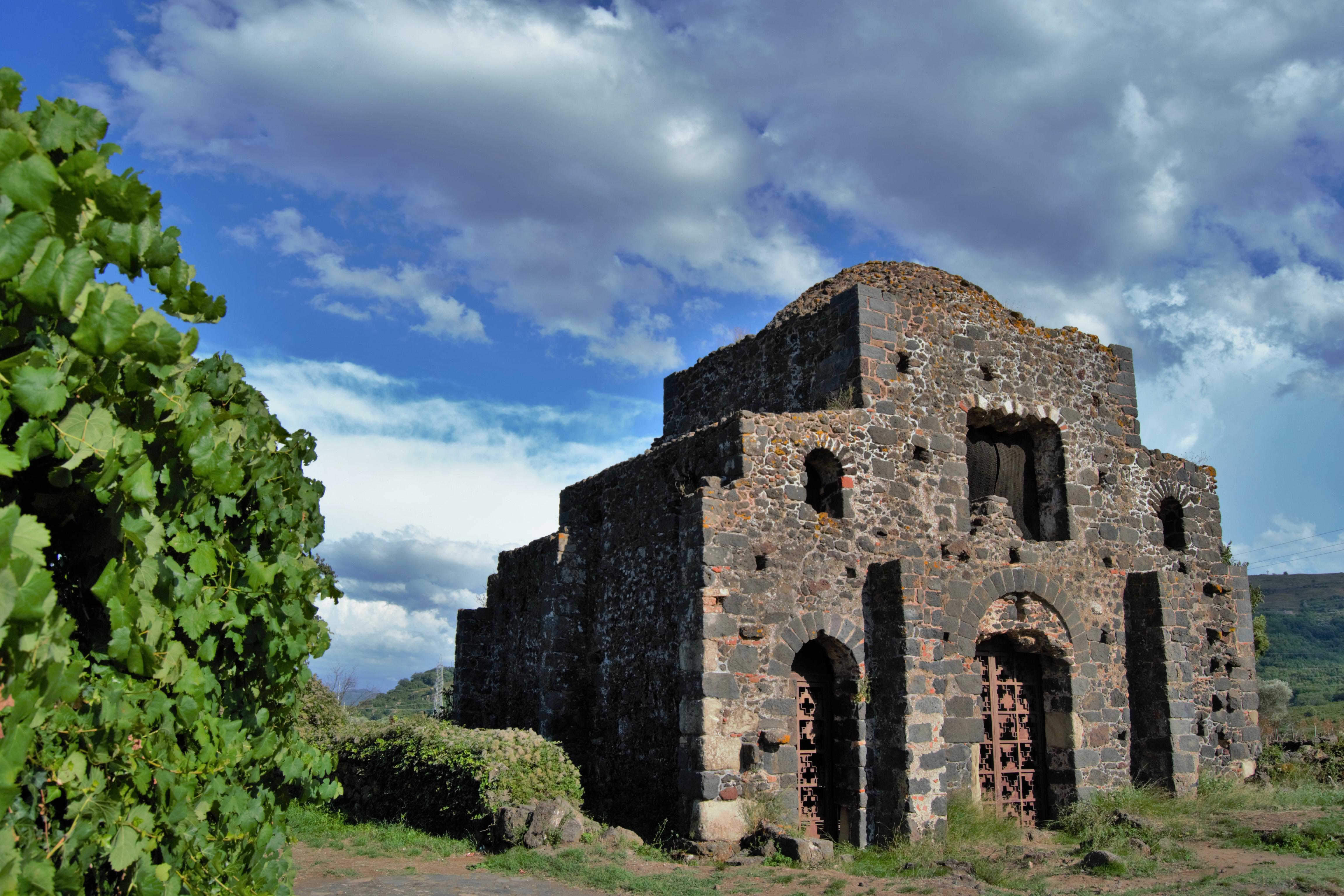
Cuba (capilla bizantina) en Castiglione di Sicilia
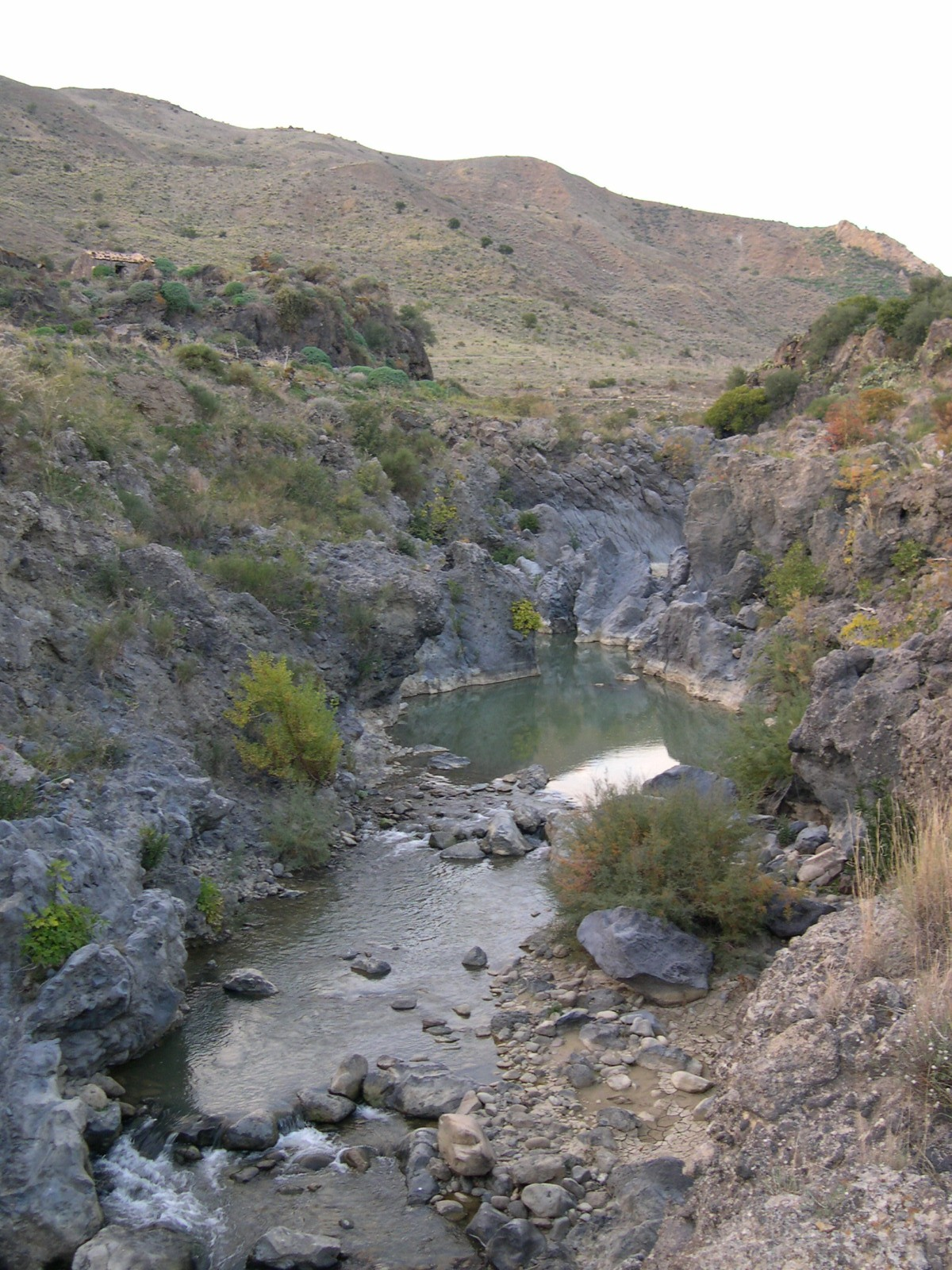
Cañón de lava del río Simeto
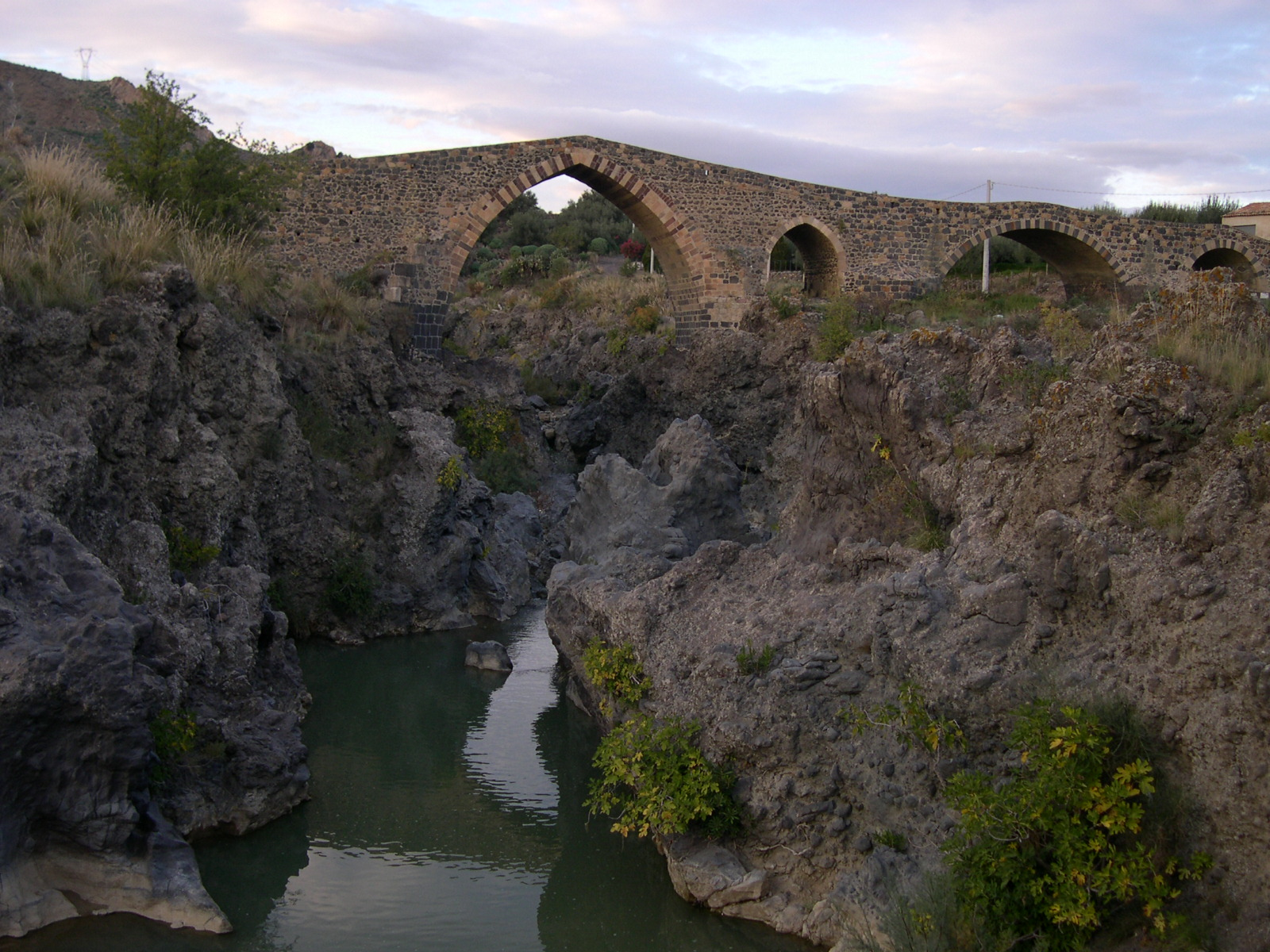
Puente de los Sarracenos